# Physcia adscendens
 Physcia adscendens (zuweilen auch als Helm-Schwielenflechte bezeichnet) ist eine in Mitteleuropa häufig vorkommende Blattflechtenart. Das Artepitheton adscendens kommt vom lateinischen Wort adscendere „hinaufsteigen“ und bezieht sich auf die aufsteigenden helmartigen Lappenenden.

## Beschreibung
Physcia adscendens wächst anfangs in kleinen Rosetten, die später oft rasenartig zusammenfließen. Die Läppchen des Thallus sind aschgrau bis weiß und 0,5 bis 1 mm breit. Am Läppchenende befinden sich charakteristische, kuppel- bis helmartige Aufwölbungen mit Soralen auf der Unterseite, wo vegetative Verbreitungseinheiten (Soredien) gebildet werden. Diese sogenannten „Helmsorale“ unterscheiden sie von der sehr ähnlichen Physcia tenella, mit der sie häufig vergesellschaftet vorkommt. Am Rand trägt sie weißliche Fibrillen. Fruchtkörper (Apothecien) werden nur selten ausgebildet.

## Verbreitung
Physcia adscendens ist weit verbreitet und kommt hauptsächlich auf nährstoffreicher Rinde von Laubbäumen vor, gelegentlich auch auf kalkhaltigem Gestein. Aufgrund ihrer relativen Unempfindlichkeit gegen Luftschadstoffe ist sie auch in Großstädten häufig zu finden.